# Первомайский (Чагодощенский район)
Первомайский — посёлок в Чагодощенском районе Вологодской области.
Входит в состав Первомайского сельского поселения, с точки зрения административно-территориального деления — в Первомайский сельсовет.
Расположен на правом берегу реки Чагода. Расстояние по автодороге до районного центра Чагоды — 21 км, до центра муниципального образования посёлка Смердомский — 4 км. Ближайшие населённые пункты — Анисимово, Оксюково, Смердомский.
По переписи 2002 года население — 256 человек (112 мужчин, 144 женщины). Преобладающая национальность — русские (97 %).